# Cserkesz Ethem
Çerkes Ethem vagy Cserkesz Ethem (1885. Bandırma – 1945. Ammán) a török függetlenségi háborúban harcoló cserkesz szabadcsapatok vezére volt. Partizánakciókat hajtott végre a Törökországot a sèvres-i békeszerződés alapján maguk között felosztó nyugati szövetséges hatalmak ellen. A függetlenségi háború idején több lázadást is sikeresen levert, hírneve és hatalma is megnőtt. Amikor az Ankarában ülésező török nemzetgyűlés elhatározta, hogy minden, addig független szabadcsapatot beolvaszt egy központilag irányított nemzeti hadseregbe, nem utolsósorban azért, hogy kontrollálni tudják Ethem bolsevikokkal szimpatizáló „Zöld Hadseregét”, Ethem megtagadta, hogy csupán egy legyen a sok parancsnok közül. 1921 januárjában csapataival együtt átállt az Égei-tenger partvidékét elfoglaló görögök oldalára. A nemzetgyűlés Ethemet és embereit hazaárulónak (vatan haini) nyilvánította. Később Jordániában telepedett le, 1938-ban kegyelmet kapott, de nem fogadta el.